# Eleusis andina
Eleusis andina (лат.) — вид жуков-стафилинид рода Eleusis из подсемейства Osoriinae. Эндемик Южной Америки (Гватемала, Перу).

## Описание
Мелкие коротконадкрылые жуки, длина 3 мм. Окраска: темно-коричневая; надкрылья светло-коричневые с черноватым задним краем; ноги и усики от светло-коричневого до жёлтого. Антенны немного короче головы и переднеспинки вместе взятых; первый антенномер толще и длиннее, чем последующие членики усика; второй антенномер в два раза короче первого; третий членика усик немного длиннее и шире второго; последующие антенномеры увеличиваются в ширину и уменьшаются в длину; четвёртый членник усика немного длиннее ширины; десятый антенномер немного шире длины; четвертый-одиннадцатый антенномеры опушены и с апикальными волосками. Сходен с видом Eleusis humilis. В отличие от E. humilis, самец E. andina имеет более крупную голову. Внутривидовая изменчивость неизвестна. Однако, характерные боковые лопасти на вершине эдеагуса и чрезвычайно расширенные парамеры отделяют его от родственных видов группы E. humilis.